# Tajemnica przeszłości (film)
Tajemnica przeszłości (ang. The Legend of Lucy Keyes) – amerykański film obyczajowy z 2006 roku w reżyserii Johna Stimpsona. Film oparty na faktach.

## Fabuła
Film opowiada o prawdziwej historii dziewczynki zwanej Lucy Keyes, która w 1755 roku zaginęła w lesie. Jej zrozpaczona matka Martha, aż do swej śmierci chodziła po lesie wołając jej imię. Nigdy jej nie odnalazła. 250 lat później małżeństwo Cooley'ów wraz ze swymi córeczkami, Molly i Lucy przyjeżdżają do małej miejscowości w Nowej Anglii, gdzie kupują farmę należącą kiedyś do rodziny Keyesów.

## Obsada
- Julie Delpy jako Jeanne Cooley[1]
- Justin Theroux jako Guy Cooley
- Brooke Adams jako Samantha Porter
- Mark Boone Junior jako Jonas Dodd
- Jamie Donnelly jako Gretchen Caswell
- Michele Greene jako Sheila Travers
- Cassidy Hinkle jako Lucy Cooley
- Kathleen Regan jako Molly Cooley
- Tom Kemp jako Bill Kemper
- Ken Cheeseman jako Bud Travers
- Anna Friedman jako Lucy Keyes
- Rachel Harker jako Martha Keyes
- David Ian jako Eli Farnum
- Charlie Broderick jako Bob Greenwood
- Jillian Wheeler jako Anna Keyes
- Madeline O’Brien jako Anna Cooley
- Sarah Newhouse jako Mary Sawyer